# Rejon berysławski (1923–2020)
Rejon berysławski – jednostka administracyjna Ukrainy, w składzie obwodu chersońskiego, na prawym brzegu Dniepru i Zbiornika Kachowskiego. Powierzchnia: 1,72 tys. km².

## Ludność
Zaludnienie: 52 656 mieszkańców, w tym 18 197 to ludność miejska, 34 459 – wiejska. Na terenie rejonu znajdują się 44 miejscowości, w tym 42 wsie.

### Mniejszości narodowe
Rejon zamieszkują przedstawiciele 60 narodowości. Zwarte skupiska mniejszości to Zmijiwka (Niemcy, Szwedzi), Kozackie (Asyryjczycy).

## Historia
Około II wieku p.n.e. w miejscowości Respublikaniec istniało grodzisko spełniające funkcje handlowe, powiązane z osadnictwem greckim. W III-IV wieku na terytorium rejonu położona była stolica Ostrogotów Danparstadt. W końcu XIV wieku – rezydencja Tochtamysza, chana Złotej Ordy. W 1484 roku Turcy zbudowali tu twierdzę Hazi-Kermen. W 1695 roku zdobyli ją Kozacy Iwana Mazepy. W 1784 roku na jej ruinach założono miasto Berysław. Rejon utworzono 7 marca 1923 roku.

### Zabytki
Na terenie rejonu znajduje się ponad 350 różnych zabytków, wśród nich:
- Drewniana cerkiew w Berysławiu z XVIII wieku
- Pozostałości Kamieńskiej Siczy we wsi Respublikaniec
- Znak pamiątkowy na cześć 500-lecia pierwszej wzmianki o Kozakach, na miejscu dawnej twierdzy Tiagiń
- Monastyr św. Grigorija z XVIII wieku we wsi Czerwonyj Majak
- Pozostałości osadnictwa Scytów

## Gospodarka
To rejon rolniczo-przemysłowy. Przemysł spożywczy (firma Progres – specjalizuje się w produkcji konserw i wędlin), budowy maszyn (Berysławski Zakład Budowy Maszyn S.A.), materiałów budowlanych. Wydobycie kamienia i gliny.

## Oświata
W Berysławiu działają szkoły średnie: medyczna, pedagogiczna i rolnicza.